# Francis Scott Key

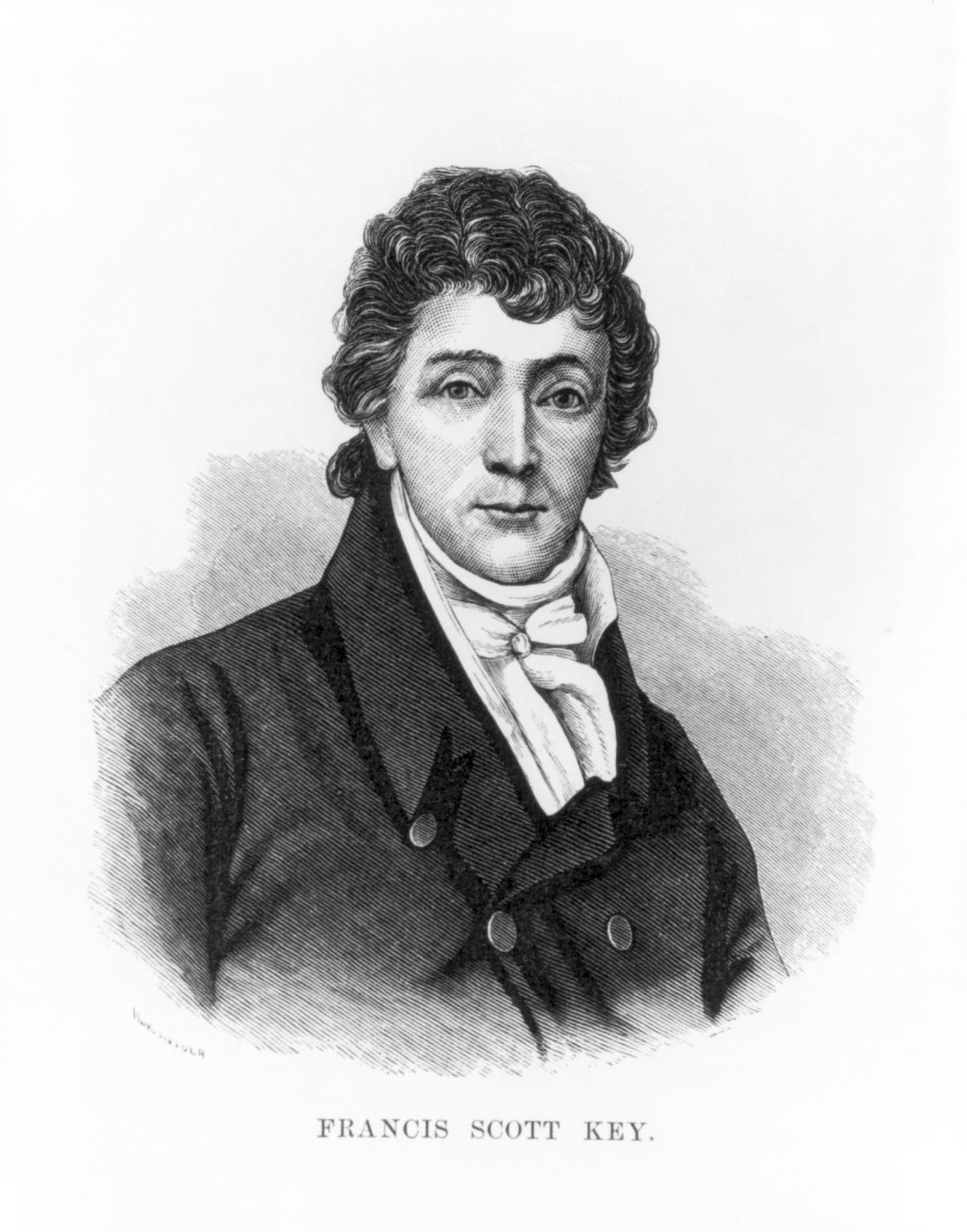
Francis Scott Key

Francis Scott Key (bij Frederick (Maryland), 1 augustus 1779 – Baltimore (Maryland), 11 januari 1843) was een Amerikaanse advocaat en dichter die het Amerikaanse volkslied heeft geschreven, The Star-Spangled Banner. 

## Levensloop
Zijn ouders waren Ann Louis Penn Dagworthy en John Ross Key. Hij werd geboren op het familielandgoed bij Frederick, Maryland.
Hij was een leerling van St. John's College in Annapolis, Maryland.
Tijdens de oorlog van 1812, begeleidde hij het Amerikaanse gevangenenuitwisselingsbureau (Amerikaans: 'American Prisoner Exchange Agent').
John Stuart Skinner en Key waren aan boord van het Britse schip HMS Tonnant als gasten van admiraal Alexander Cochrane, George Cockburn en generaal Robert Ross. Zij waren in overleg over de vrijlating van Dr. William Beanes, een bewoner van Upper Marlboro, Maryland. Beanes was door de Britten gearresteerd omdat hij lawaaierig werd toen er mensen werden opgepakt. Skinner, Key en Beanes konden terug naar hun eigen sloep, maar niet terug naar Baltimore, omdat de Engelsen de indruk wekten Baltimore te zullen aanvallen, een aanval die bekend werd als de 'Battle of Baltimore', de (Veldslag van Baltimore).
Aan boord van de HMS Minden kon Key niets anders doen dan toekijken. Dat inspireerde hem om een gedicht te maken. Het gedicht beschrijft de gebeurtenissen gedurende de oorlog en met name het bombardement van Fort McHenry. Het gedicht had de titel The Defence of Fort McHenry, beter bekend onder de naam The Star-Spangled Banner. In 1931 werd dit gedicht aangenomen als het Amerikaanse volkslied met een door president Herbert Hoover bekrachtigd besluit van het Congres.

## Monumenten
Key overleed in het huis van zijn dochter, Elizabeth en haar man Charles Howard, in Baltimore. Hij overleed aan pleuris, kanker of een longziekte.

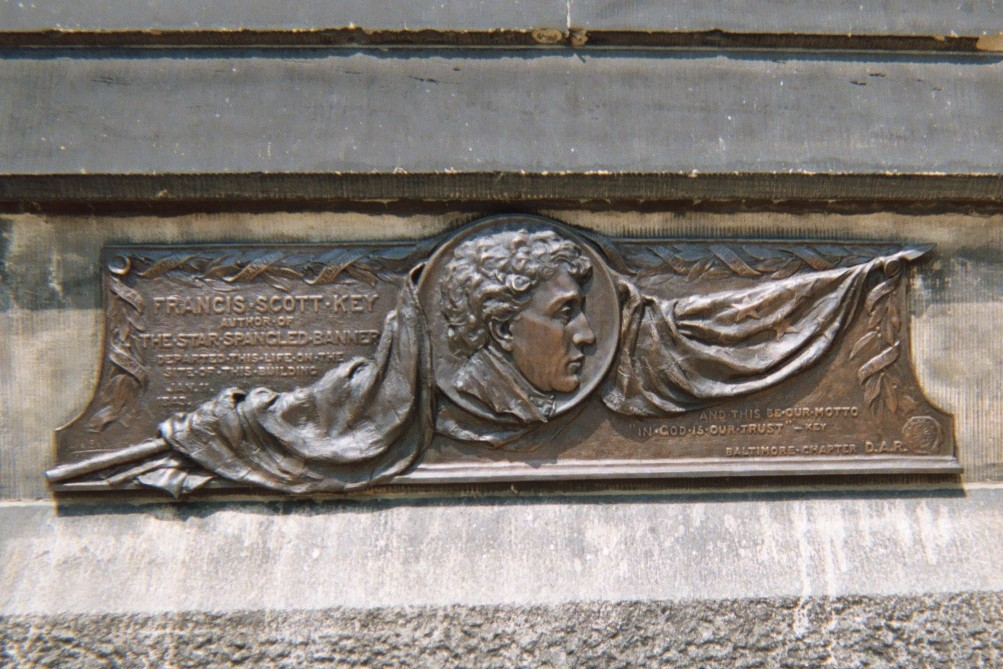
Gedenkplak op de crypte van Francis Scott Key en zijn vrouw

Op het landgoed waar Key stierf is nu een kerk gebouwd, Mount Vernon United Methodist Church. Hij ligt begraven in  de grafkelder van John Eager Howard op de begraafplaats Old Saint Paul's Cemetery, later in 1866 werd hij overgeplaatst naar Frederick op de begraafplaats Mount Olivet Cemetery.
The Key Monument Association richtte een crypte op, waar Key en zijn vrouw Mary in werden geplaatst.
- Bibsys: 90396872
- Biblioteca Nacional de España: XX4756307
- Bibliothèque nationale de France: cb138113278 (data)
- Catàleg d'autoritats de noms i títols de Catalunya: 981061182063906706
- CiNii: DA12027343
- Gemeinsame Normdatei: 119542102
- International Standard Name Identifier: 0000 0001 1558 0376
- Library of Congress Control Number: n50045816
- MusicBrainz: cd8ecfab-626b-4c8e-8b11-125e8ad2cc69
- National Archives and Records Administration: 10580932
- Nationale Bibliotheek van Tsjechië: mzk2013791892
- Nationale bibliotheek van Australië: 49865668
- Nationale Bibliotheek van Israël: 987007282016805171
- Nederlandse Thesaurus van Auteursnamen: 175764085
- Réseau des bibliothèques de Suisse occidentale: 02-A003451742
- Istituto Centrale per il Catalogo Unico: DDSV160452
- SNAC: w6862k4z
- Trove: 1528264
- Virtual International Authority File: 824500
- WorldCat: E39PBJf8pJDVwMpyvy8CVDPWjC